# 厄尔河畔讷伊
厄尔河畔讷伊（法語：Neuilly-sur-Eure，法語發音：[nœji syʁ œʁ] ⓘ）是法国奥恩省的一个旧市镇，属于莫尔塔涅欧佩什区。2016年1月1日，厄尔河畔讷伊和相邻的另外7个市镇合并为新市镇隆尼莱维拉日（Longny les Villages）。

## 地理
厄尔河畔讷伊（48°32'31"N, 0°54'12"E）面积21.47 平方千米，位于法国诺曼底大区奧恩省，该省份为法国西北部内陆省份，北起顺时针与卡爾瓦多斯省、厄尔省、厄尔-卢瓦省、萨尔特省、马耶讷省和芒什省接壤。
与厄尔河畔讷伊接壤的市镇（或旧市镇、城区）包括：厄尔河畔拉朗德、维达姆堡、马努、勒马日、莱默尼、穆捷欧佩什。
厄尔河畔讷伊的时区为UTC+01:00、UTC+02:00（夏令时）。

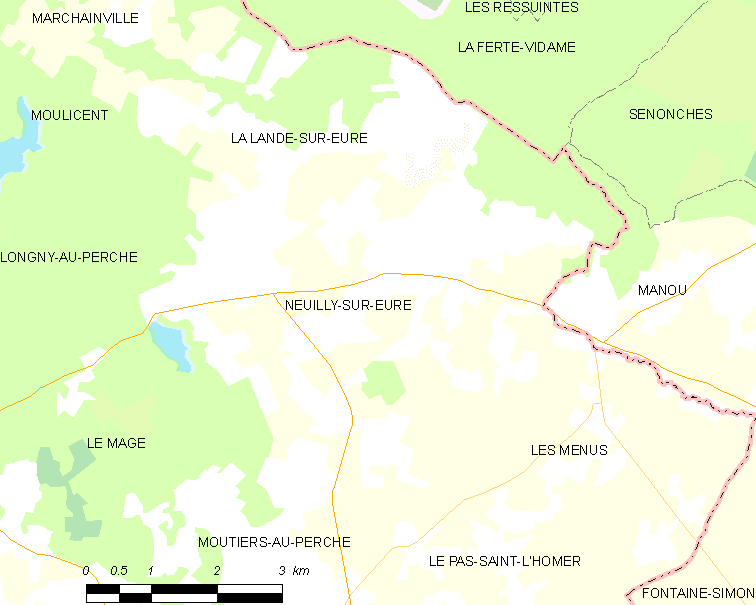
厄尔河畔讷伊的OSM定位图

## 行政
厄尔河畔讷伊的邮政编码为61290，INSEE市镇编码为61305。

## 政治
厄尔河畔讷伊所属的省级选区为图鲁夫尔欧佩什县。

## 人口

1962-2008年间厄尔河畔讷伊人口变化图示

厄尔河畔讷伊于2018年1月1日时的人口数量为567人。